# Metoposauridae
Metoposauridae (лат.) — семейство вымерших земноводных из надсемейства трематозавроид (Trematosauroidea) отряда темноспондильных, живших во время верхнетриасовой эпохи.

## Описание
Отличаются чрезвычайно плоским черепом с передним положением глазниц, то есть морда очень короткая, очень длинная заглазничная часть черепа. Чрезвычайно развиты желобки боковой линии. Тело уплощённое, относительно массивное, хвост обычно недлинный, сжатый с боков. Конечности относительно слабые, но пальцы длинные, кисть и стопа широкие. Обычно Metoposauridae — крупные животные с длиной черепа до 50 см, общая длина до 2,5 метров. Известны из Западной и Центральной Европы, Северной Америки, Индии и Северной Африки. Обычно обнаруживаются в виде скоплений скелетов крупных особей, погибших в высохших водоёмах. Это показывает, что взрослые животные даже не пытались переползти по суше в другой водоём, то есть совершенно не могли передвигаться по земле. Молодые животные были более подвижны, их находят в отложениях прибрежной полосы водоёмов.
Образ жизни крупных взрослых Metoposauridae обычно описывают как «живой капкан» — амфибия пассивно лежала на дне водоёма, совершая бросок за добычей. В то же время, не исключено, что в реальности Metoposauridae могли быть довольно активными водными хищниками (сдвинутые вперёд глаза могли облегчать активную охоту, это отличает их от капитозавров).
Руководящие ископаемые верхнего триаса.

## Классификация
По данным сайта Paleobiology Database, на декабрь 2017 года в семейство включают 5 вымерших родов:
- Anaschisma Branson, 1905 (син.: Buettneria Case, 1922 и Koskinonodon Branson & Mehl, 1929) — 1 вид, из верхнего триаса США
- Apachesaurus Hunt, 1993 — 1 вид, мелкие, возможно, полуназемные животные из верхнего триаса США
- Arganasaurus Hunt, 1993
- Buettnererpeton Gee and Kufner 2022
- Dutuitosaurus Hunt, 1993
- Metoposaurus Lydekker, 1890 — 5 видов, 2 подвида
- Panthasaurus Chakravorti and Sengupta, 2018 — 1 вид, мелкие, возможно, полуназемные животные из верхнего триаса США

Также к семейству в статусе nomen dubium относят несколько таксонов: Dictyocephalus Leidy, 1856, Eupelor Cope, 1869, Metoposaurus fraasi Lucas, 1904, Metoposaurus hoffmani Dutuit, 1978, Metoposaurus jonesi Case, 1920.